# Houck
Houck is een plaats (census-designated place) in de Amerikaanse staat Arizona, en valt bestuurlijk gezien onder Apache County.

## Demografie
Bij de volkstelling in 2000 werd het aantal inwoners vastgesteld op 1087.

## Geografie
Volgens het United States Census Bureau beslaat de plaats een oppervlakte van
109,8 km², geheel bestaande uit land. Houck ligt op ongeveer 1873 m boven zeeniveau.

## Plaatsen in de nabije omgeving
De onderstaande figuur toont nabijgelegen plaatsen in een straal van 56 km rond Houck.